# Бородіно (Брянська область)
Бородіно (рос. Бородино) — присілок в Вигоницькому районі Брянської області Російської Федерації.
Населення становить 7 осіб. Входить до складу муніципального утворення Вигоницьке міське поселення.

## Історія
Від 2005 року входить до складу муніципального утворення Вигоницьке міське поселення.

## Населення
| 2010 | 2013 |
| ---- | ---- |
| 25   | ↘7   |